# Меллікон
Меллікон (нім. Mellikon) — громада  в Швейцарії в кантоні Ааргау, округ Цурцах.

## Географія
Громада розташована на відстані близько 100 км на північний схід від Берна, 31 км на північний схід від Аарау.
Меллікон має площу 2,7 км², з яких на 18,1% дозволяється будівництво (житлове та будівництво доріг), 27,7% використовуються в сільськогосподарських цілях, 50,2% зайнято лісами, 4,1% не є продуктивними (річки, льодовики або гори).

## Демографія
2019 року в громаді мешкало 229 осіб (-4,6% порівняно з 2010 роком), іноземців було 14%. Густота населення становила 85 осіб/км².
За віковим діапазоном населення розподілялося таким чином: 21,8% — особи молодші 20 років, 57,6% — особи у віці 20—64 років, 20,5% — особи у віці 65 років та старші. Було 92 помешкань (у середньому 2,4 особи в помешканні).
Із загальної кількості 138 працюючих 10 було зайнятих в первинному секторі, 75 — в обробній промисловості, 53 — в галузі послуг.